# The Legend of Tarzan
The Legend of Tarzan è un film del 2016 diretto da David Yates.
Il film è basato sul personaggio creato da Edgar Rice Burroughs, interpretato da Alexander Skarsgård. Fanno parte del cast anche Samuel L. Jackson, Margot Robbie, Djimon Hounsou e Christoph Waltz. Il film è dedicato a Jerry Weintraub, produttore del film deceduto durante la produzione.

## Trama
Africa centrale, presso il fiume Congo: in una casa costruita su un albero, John Clayton II e sua moglie Alice Clayton danno alla luce un figlio. Alice muore poco dopo il parto per cause naturali, mentre John viene ucciso da un gruppo di gorilla. Una scimmia di nome Kala trova il bambino, chiamato John Clayton III, e lo adotta, chiamandolo Tarzan.
Passano gli anni, e Tarzan un giorno, nella foresta, incontra una ragazza, Jane. Questa riporta Tarzan alla civiltà insegnandogli a parlare e a comportarsi da uomo e lo aiuta a scoprire le sue origini. Tarzan riassume così il suo vero nome e torna in Gran Bretagna per vivere da gentiluomo. Nel frattempo il re Leopoldo II del Belgio sta facendo costruire una ferrovia che collegherebbe l'intero Congo, ma i lavori gli costano molto denaro, prosciugando le sue finanze. Leopoldo invia quindi il capitano Leon Rom a procurarsi più minerali. Rom intende trovare una città leggendaria in Congo che si dice essere piena di diamanti: Opar. Riesce nel suo intento ma i suoi uomini vengono sorpresi dall'attacco di una tribù: nello scontro tutti gli uomini della spedizione muoiono. Rom, unico superstite, parla col capo degli indigeni, Mbonga, che intende offrirgli i minerali in cambio di Tarzan, che uccise suo figlio anni prima.
Londra, 1889. Per convincere John Clayton/Tarzan a recarsi in Congo così da mantenere l'accordo con Mbonga, Re Leopoldo invita formalmente John, ora Lord Greystoke, a guidare una spedizione a Boma. Il Dr. George Washington Williams, emissario degli Stati Uniti d'America, sollecita John ad accettare la proposta, pensando che la fama che ha Tarzan in quel luogo possa facilitare gli affari in un ambiente pericoloso. John accetta quando il dottor Williams gli svela le sue vere ragioni: egli è convinto che la pessima situazione finanziaria del Belgio abbia spinto Leopoldo a ridurre in schiavitù il popolo del Congo e intende far luce sulla vicenda. 
George, John e Jane arrivano in Congo, e in breve tempo John riscopre le sue radici: si saluta con tre leonesse conosciute quando erano cucciole, e porta George e Jane in una tribù Masai, la stessa in cui viveva Jane e che aveva accolto Tarzan amichevolmente. Rom e i suoi uomini però sono già sulle loro tracce: risalgono il Congo con un'altra nave, attaccano la tribù, ne uccidono il capo e ne catturano vari membri compresi Tarzan e Jane. Grazie all'intervento di George, gli assalitori in fuga devono abbandonare Tarzan e riprendere il viaggio. Mentre Rom viaggia sul fiume, George e John partono per trovare Jane e gli indigeni con sette compagni e, usando delle liane, raggiungono il treno che trasporta degli indigeni, ma anche pieno di soldati, respinti da Tarzan e George, mentre i membri della tribù vengono liberati.
Sul treno, Tarzan e George scoprono che le paure di quest'ultimo erano fondate: per appropriarsi delle risorse del paese, Leopoldo ha assoldato ventimila mercenari tedeschi che aspettano solo la paga in diamanti per occupare dei forti costruiti in tutto il paese: con un simile esercito, la popolazione del Congo sarà soggiogata e la loro terra prosciugata di ogni bene.
Nel frattempo, Rom decide di utilizzare i membri della tribù come schiavi nella sua spedizione. Sull'imbarcazione c'è un indigeno amico di Tarzan e Jane, Wasimbu, chiuso in una gabbia. A quel punto, i due escogitano un piano: Jane dice qualcosa a Wasimbu nella sua lingua, e Rom fa cadere la gabbia nell'acqua; Jane si getta in acqua e salva Wasimbu, con cui nuota verso la riva, evitando di essere colpiti dagli spari e sfuggendo all'attacco di un ippopotamo. Tarzan e George, intanto, si separano dagli indigeni, per evitare che Rom e i suoi uomini possano cercare di ucciderli. Sul loro cammino i due incontrano Akut, ora un maschio adulto e con cui Tarzan sa di dover combattere, poiché l'animale ormai lo considera un disertore. I due lottano, e Akut ha la meglio su Tarzan, che con George si inchina davanti alla scimmia in segno di rispetto. George aiuta Tarzan a riprendersi e rivela come mai la missione sia tanto importante per lui: in passato, egli è stato un cacciatore di indiani e ha contribuito al massacro dei nativi americani.  La stessa sera, Tarzan ritrova e saluta il suo vecchio amico Tantor l'elefante.
Tarzan e George incontrano Rom e i suoi uomini: Tarzan accorre in aiuto della sua vecchia famiglia e riesce a mettere in salvo molti di loro, compreso Akut. Tarzan raggiunge poi Opar, ma troppo tardi per impedire a Rom e i suoi uomini di fuggire per il fiume con Jane e i diamanti. Mbonga può affrontare Tarzan ma quest'ultimo lo sconfigge, risparmiandogli però la vita. La tribù di Mbonga è sul punto di uccidere Tarzan e George ma Akut e i gorilla intervengono e sottomettono gli indigeni.
Rom e i suoi uomini si preparano ad allontanarsi sulla loro imbarcazione per consegnare i diamanti ai mercenari, ma il loro campo viene distrutto da un'enorme mandria di gnu chiamati a raccolta da Tarzan che ne cavalca uno verso l'imbarcazione, dove dopo una colluttazione dà Rom in pasto ai coccodrilli. George torna a Londra ed espone l'operato di re Leopoldo al resto del mondo. Tarzan e Jane decidono di restare a vivere in Africa e danno il benvenuto al loro primo figlio.

## Produzione
Le riprese principali del film sono cominciate negli Studi Leavesden di Londra il 30 giugno 2014, per concludersi nell'ottobre dello stesso anno.
La montagna che compare nel film e che domina la giungla del Congo in realtà si tratta del Monte Pelmo, cima appartenente alle Dolomiti del Cadore in Italia in provincia di Belluno nella regione del Veneto.
Nel film compaiono altre cime dolomitiche come il monte Antelao, Re delle Dolomiti.

## Colonna sonora
La canzone dei titoli di coda è Better Love di Hozier.

## Promozione
Il primo trailer è stato distribuito il 10 dicembre 2015, anche in italiano.

## Distribuzione
Il film è stato distribuito a partire dal 1º luglio 2016 nelle sale statunitensi e dal 14 luglio in quelle italiane, anche in 3D e IMAX 3D.

## Accoglienza

### Incassi
Il film ha incassato globalmente 356.7 milioni di dollari contro un budget di 180 milioni di dollari.

### Critica
Su Rotten Tomatoes, il film ha ricevuto il 36% di recensioni professionali positive con un voto medio di 5,1 su 10, basato su 256 recensioni. Su Metacritic, ha ottenuto un punteggio di 44 su 100 basato su 41 recensioni.

## Confronto tra film e vicenda storica
Il film mescola il personaggio letterario di Tarzan con eventi e personaggi storici realmente esistiti.
- Re Leopoldo II del Belgio ottenne realmente il controllo di gran parte del bacino del Congo a seguito della Conferenza di Berlino del 1884 e, come menzionato da George Washington Williams nel film, gli Stati Uniti d'America furono tra i paesi che appoggiarono e riconobbero la sua sovranità (insieme ad altri 14 stati europei e all'Impero Ottomano). Il territorio assunse il nome di Stato Libero del Congo (solo in seguito, nel 1908, divenne una colonia belga) ed oggi è conosciuto come Repubblica Democratica del Congo. È anche vero che il controllo di Leopoldo II sul Congo vacillò in quanto il sovrano cadde preda dei debiti accumulati con gli altri paesi. Infine, i cinquanta forti gestiti da mercenari stabiliti in Congo che costituiscono la minaccia finale del film non sono invenzione ma realtà.
- Il regno di Leopoldo in Congo fu effettivamente spietato e inumano con gran parte della popolazione ridotta praticamente in schiavitù e costretta a lavorare in condizioni terribili e soggetta a terribili punizioni in caso di protesta o se il loro operato non soddisfaceva i loro crudeli padroni. Tante furono le atrocità commesse ai danni dei popoli indigeni e tale fu l'indignazione da parte delle nazioni d'Europa che il governo belga fu persuaso a requisire al re la proprietà del Congo. Tutt'oggi Leopoldo II è ricordato come un tiranno e le sue statue in Congo sono state abbattute.
- Léon Auguste Théophile Rom, antagonista del film, fu realmente uno dei maggiori protagonisti dell'occupazione belga in Congo. Di umili origini come narrato nella pellicola, divenne uno degli uomini più fidati dell'esercito belga durante la guerra arabo-belga in Congo nella quale costrinse alla resa incondizionata un forte nemico. Aveva fama di essere un uomo crudele ed eseguiva senza scrupoli la legge del suo re. Soprannominato "Il Macellaio del Congo", egli ordinò la morte di oltre 10 milioni di africani. Le cronache dell'epoca riferiscono particolari agghiaccianti su di lui ad esempio che avesse fatto costruire dei patiboli di fronte alla stazione principale del Congo e che tenesse delle teste mozzate e impalate di schiavi giustiziati di fronte alla sua dimora.
- George Washington Williams, veterano della Guerra civile americana e della guerra in Messico come narrato nel film, fu il primo a indagare e a riferire alle potenze europee delle atrocità commesse in Congo. Le parole della lettera che invia alla fine del film sono ricalcate esattamente dalla vera lettera che scrisse per accusare Leopoldo II.